# 三游洞摩崖
三游洞摩崖，简称三游洞，位于中华人民共和国湖北省宜昌市西北7公里的长江边的山崖上，位于西陵峡峡口处。现为全国重点文物保护单位。

## 历史
三游洞在唐朝以前还只是一个无名溶洞。它得名于两次名人的游历。元和14年（公元819年），白居易、白行简和元稹三人在夷陵相会，并同游此洞，作古调诗二十韵，书于石壁；时任忠州刺史的白居易为后来好事者作《三游洞序，》以记其事，又因三人最先到此洞游览，白居易名之为“三游洞”。后人将他们三人的经历称为“前三游”。宋建中建国元年，鲁直刻白乐天《三游洞序》于石碑：
平淮西之明年冬，予自江州司马授忠州刺史，微之自通州司马授虢州长史。又明年春，各祗命之郡，与知退偕行。三月十日参会于夷陵。翌日，微之反棹送予至下牢戍。又翌日，将别未忍，引舟上下者久之。酒酣，闻石间泉声，因舍棹进，策步入缺岸。初见石如叠如削，其怪者如引臂，如垂幢。次见泉，如泻如洒，其奇者如悬练，如不绝线。遂相与维舟岩下，率仆夫芟芜刈翳，梯危缒滑，休而复上者凡四五焉。仰睇俯察，绝无人迹，但水石相薄，磷磷凿凿，跳珠溅玉，惊动耳目。自未讫戌，爱不能去。俄而峡山昏黑，云破月出，光气含吐，互相明灭，昌荧玲珑，象生其中。虽有敏口，不能名状。既而，通夕不寐[36]，迨旦将去，怜奇惜别，且叹且言。知退曰：“斯境胜绝，天地间其有几乎?如之何府通津繇，岁代寂寥委置，罕有到者乎?”予曰：“借此喻彼，可为长太息者，岂独是哉，岂独是哉!”微之曰：“诚哉是。言讫，吾人难相逢，斯境不易得；今两偶于是，得无述乎?请各赋古调诗二十韵，书于石壁。乃命余序而记之。又以吾三人始游，故目为三游洞。洞在峡州上二十里北峰下两崖相鏖间。欲将来好事者知，故备书其事。唐元和十四年忠州刺史白居易撰。
北宋的文学家苏洵、苏轼和苏辙三父子，于嘉佑元年（公元1056年）也来此洞游历，并各自作诗一首于洞壁。此即后人所称的“后三游”。

## 景观

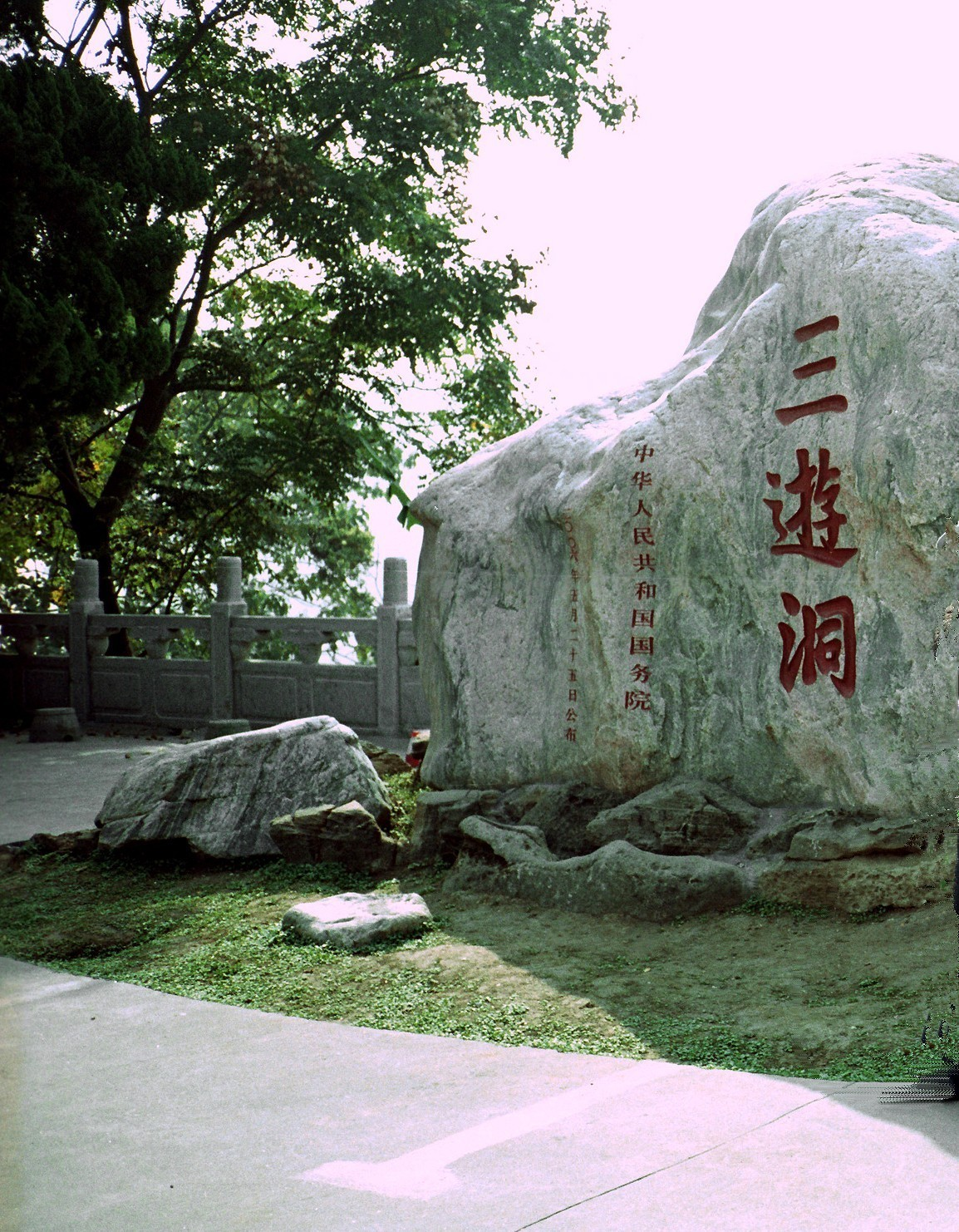
宜昌三游洞
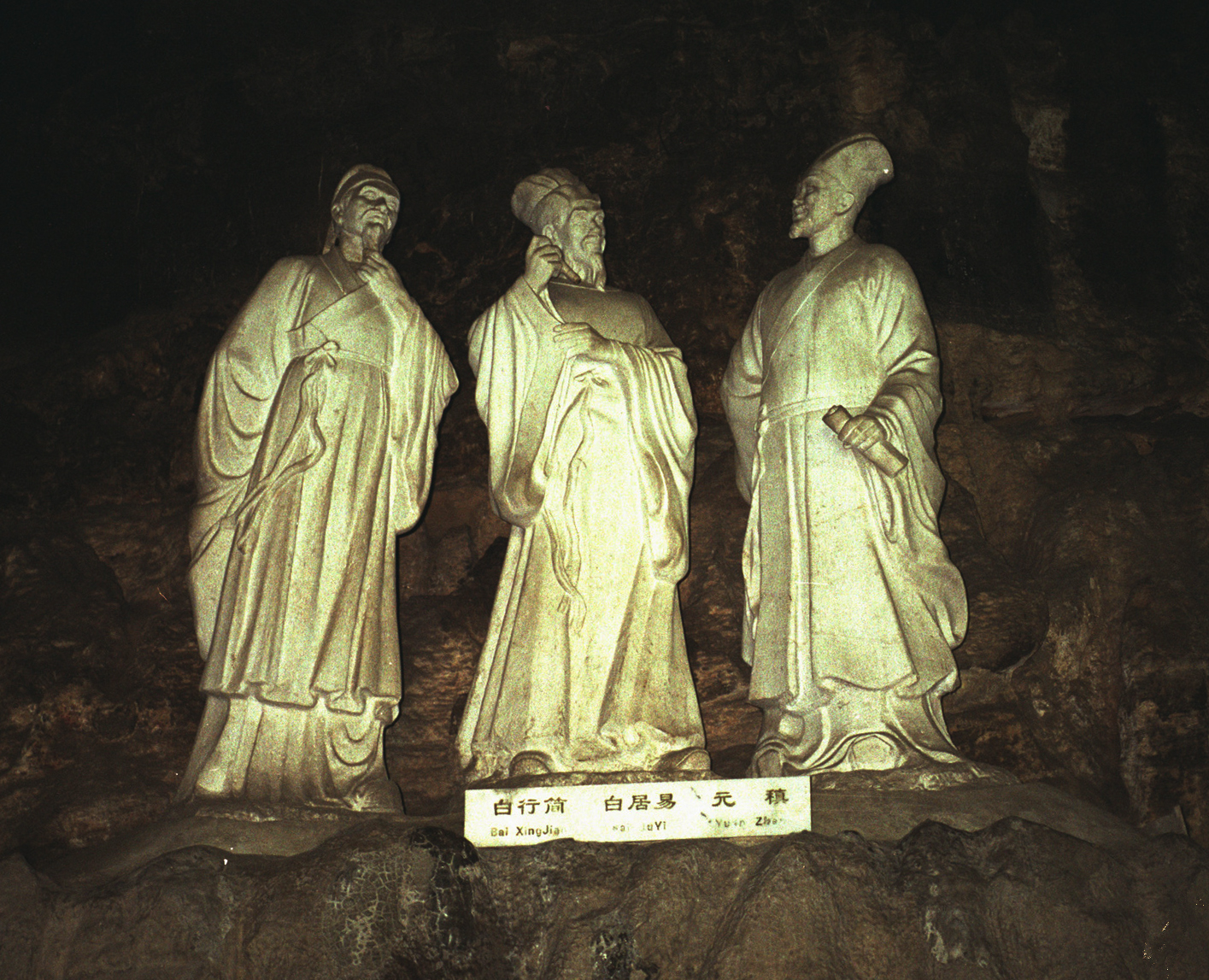
三游洞诗人-白居易、白行简和元稹
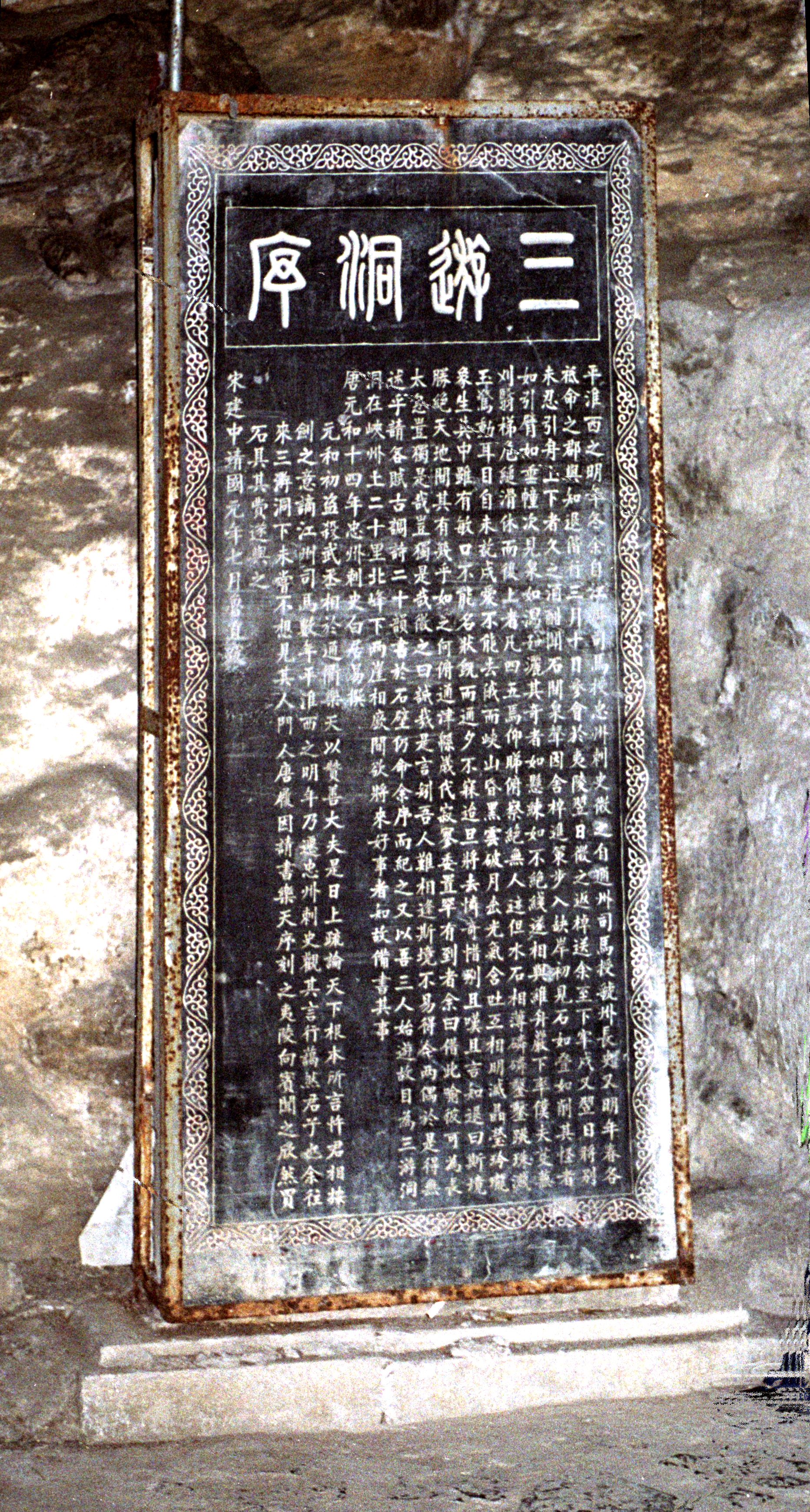
白居易《三游洞序》碑
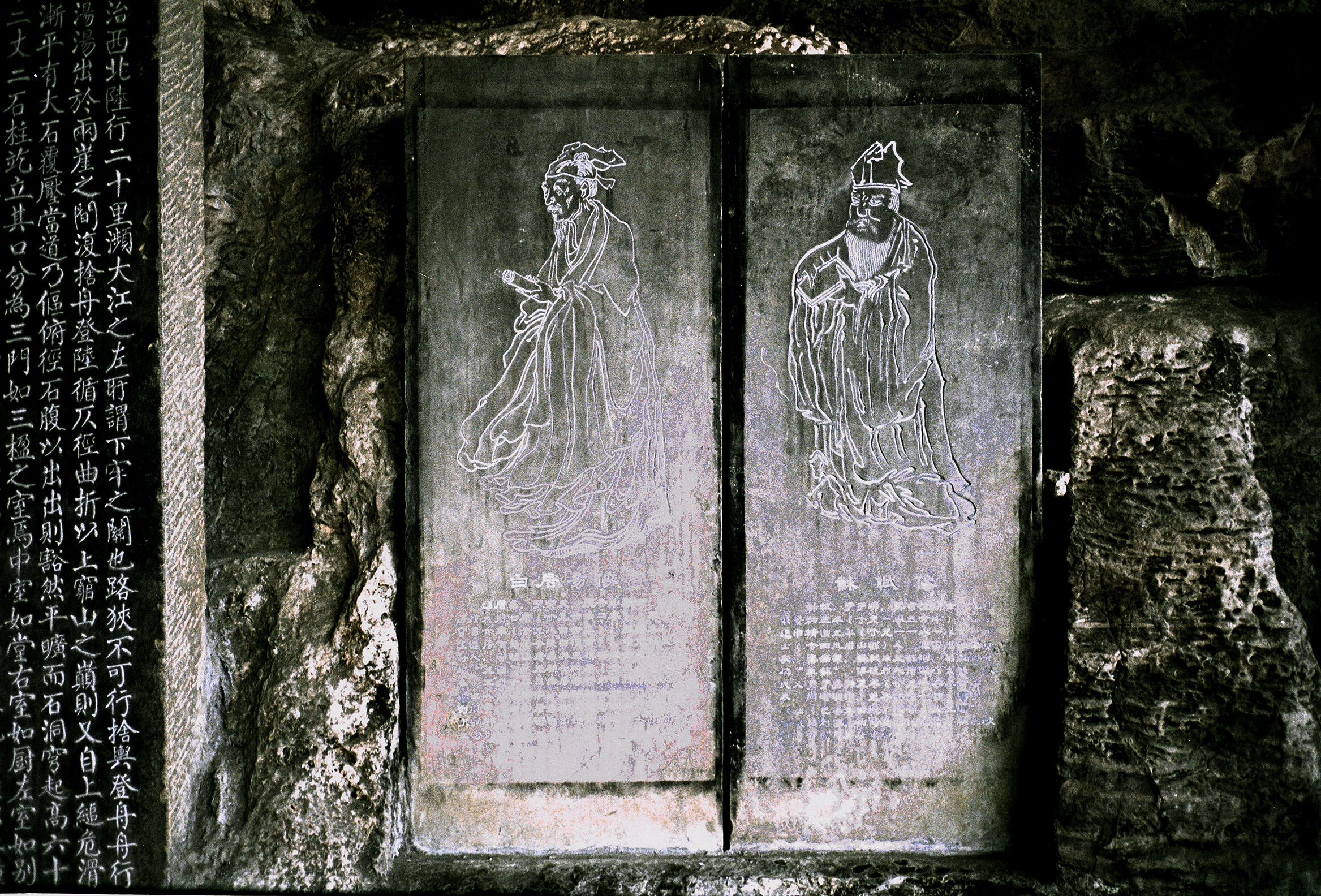
三游洞白居易苏轼像碑
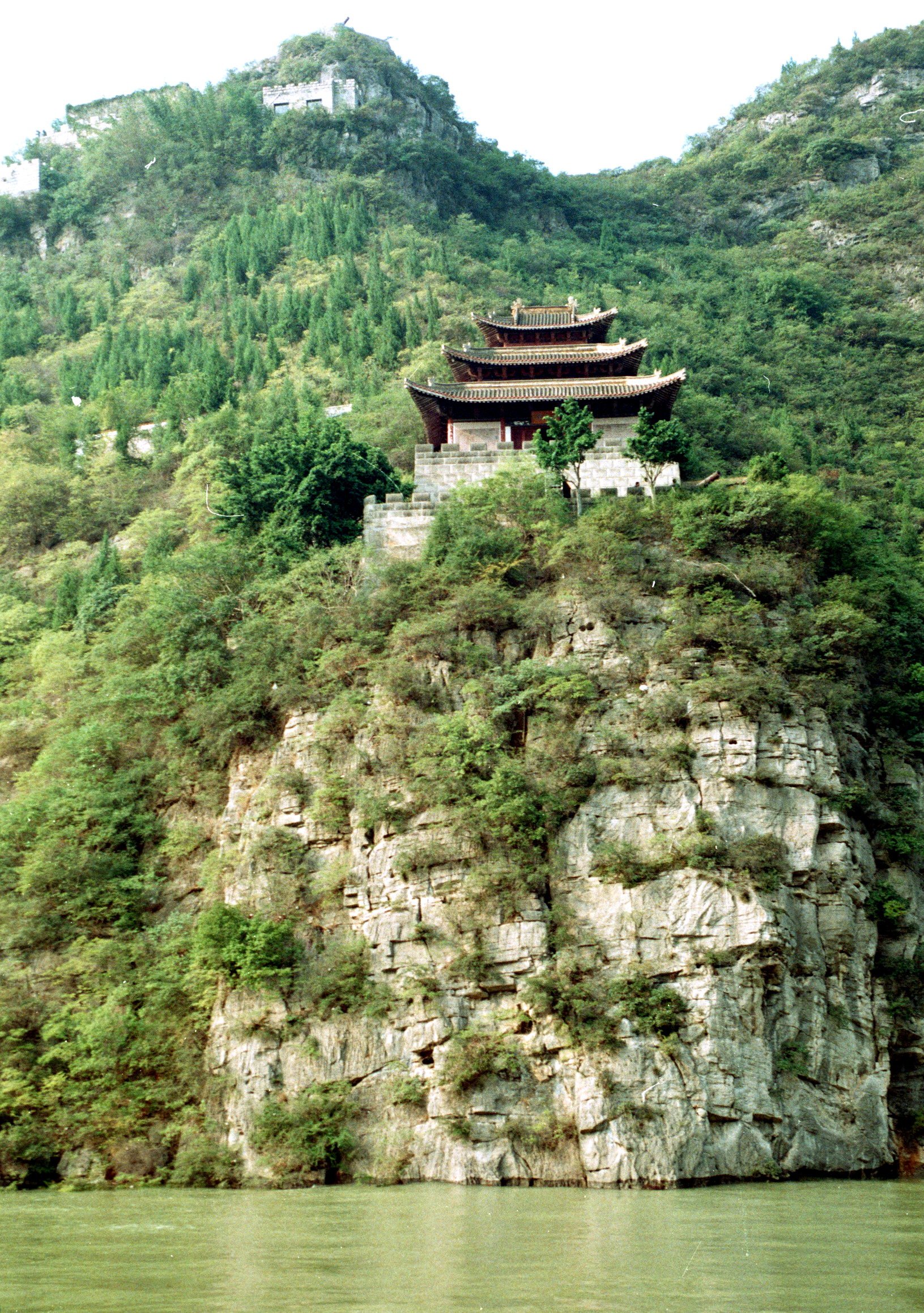
张飞擂鼓台
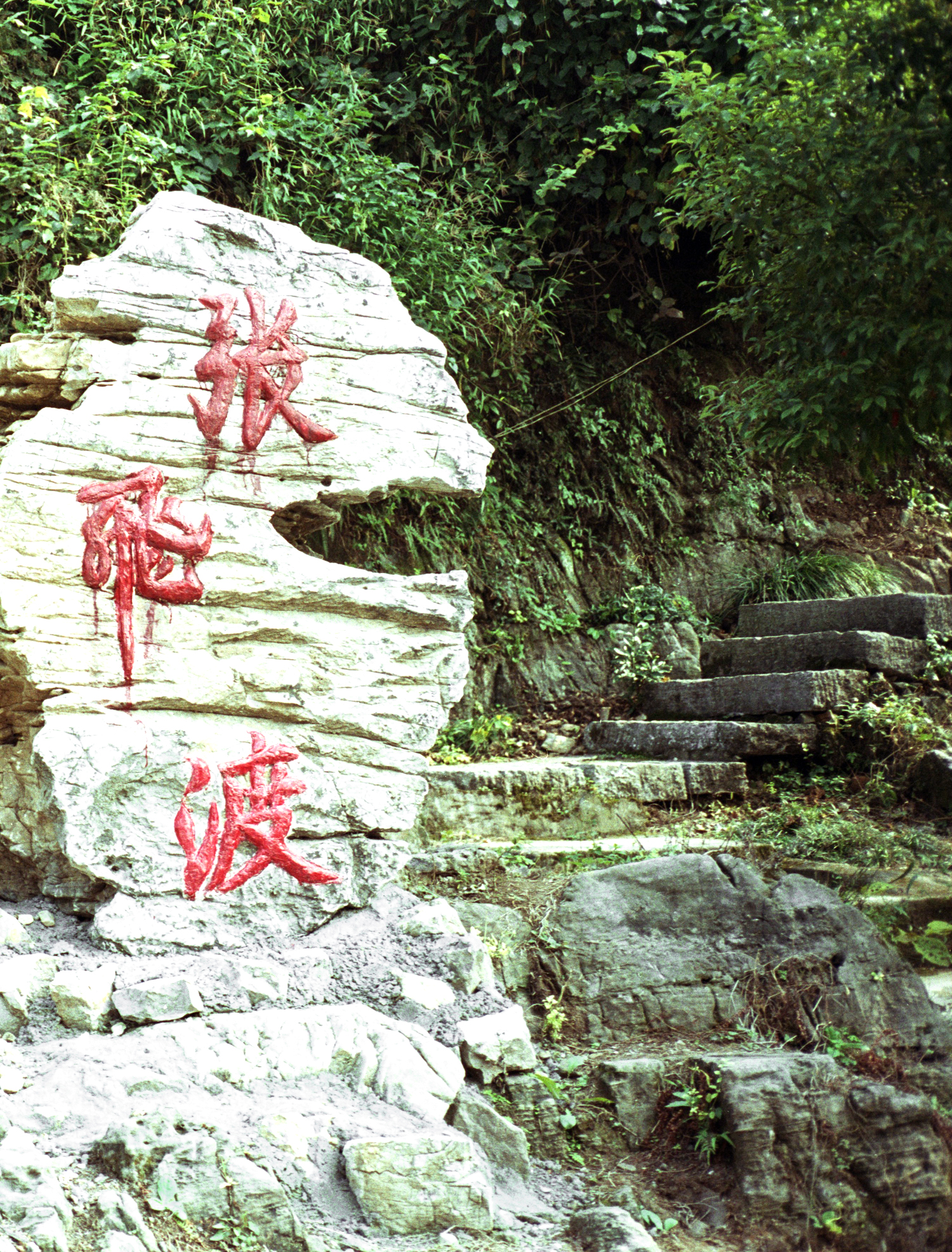
张飞渡
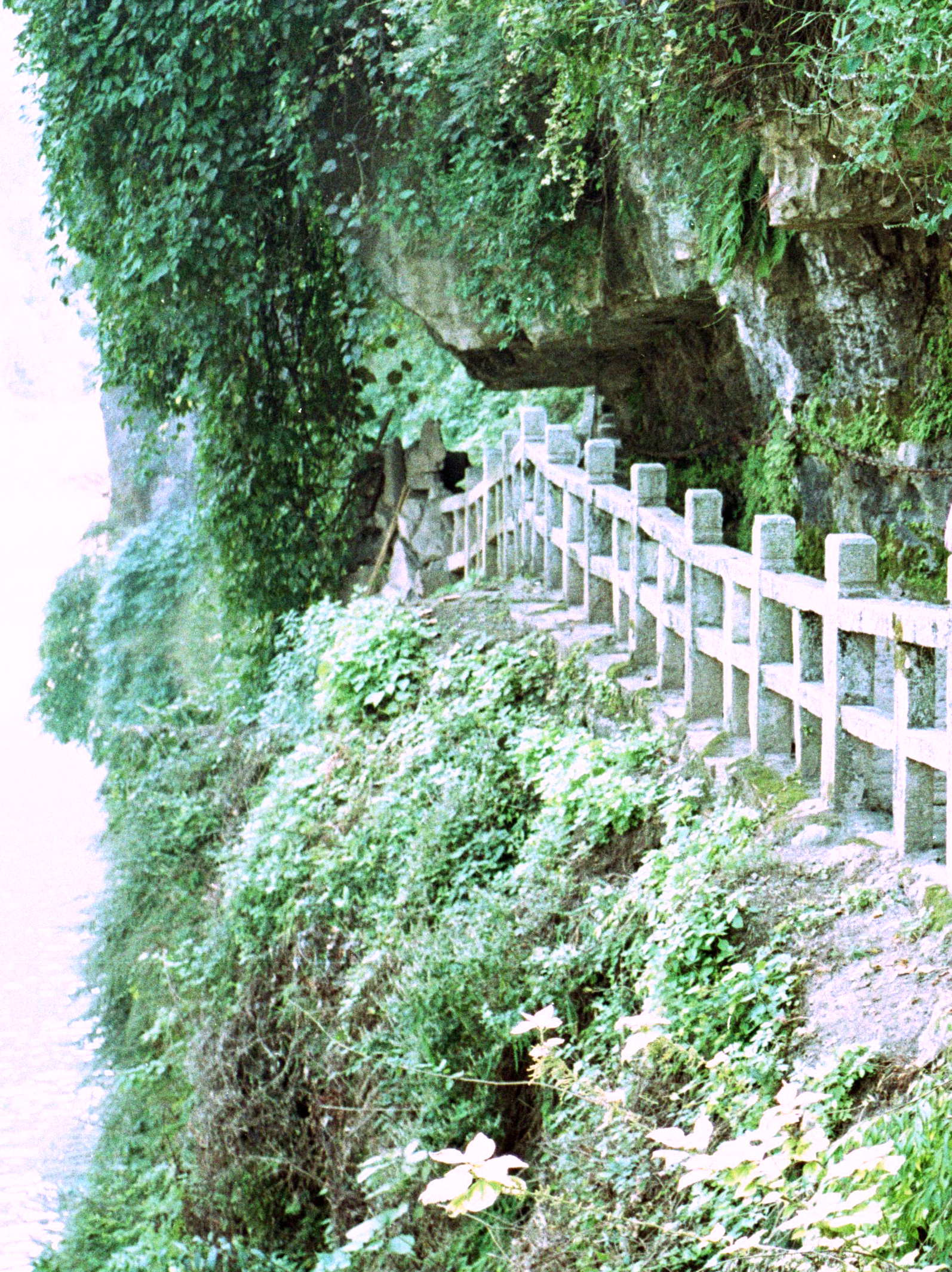
三游洞栈道
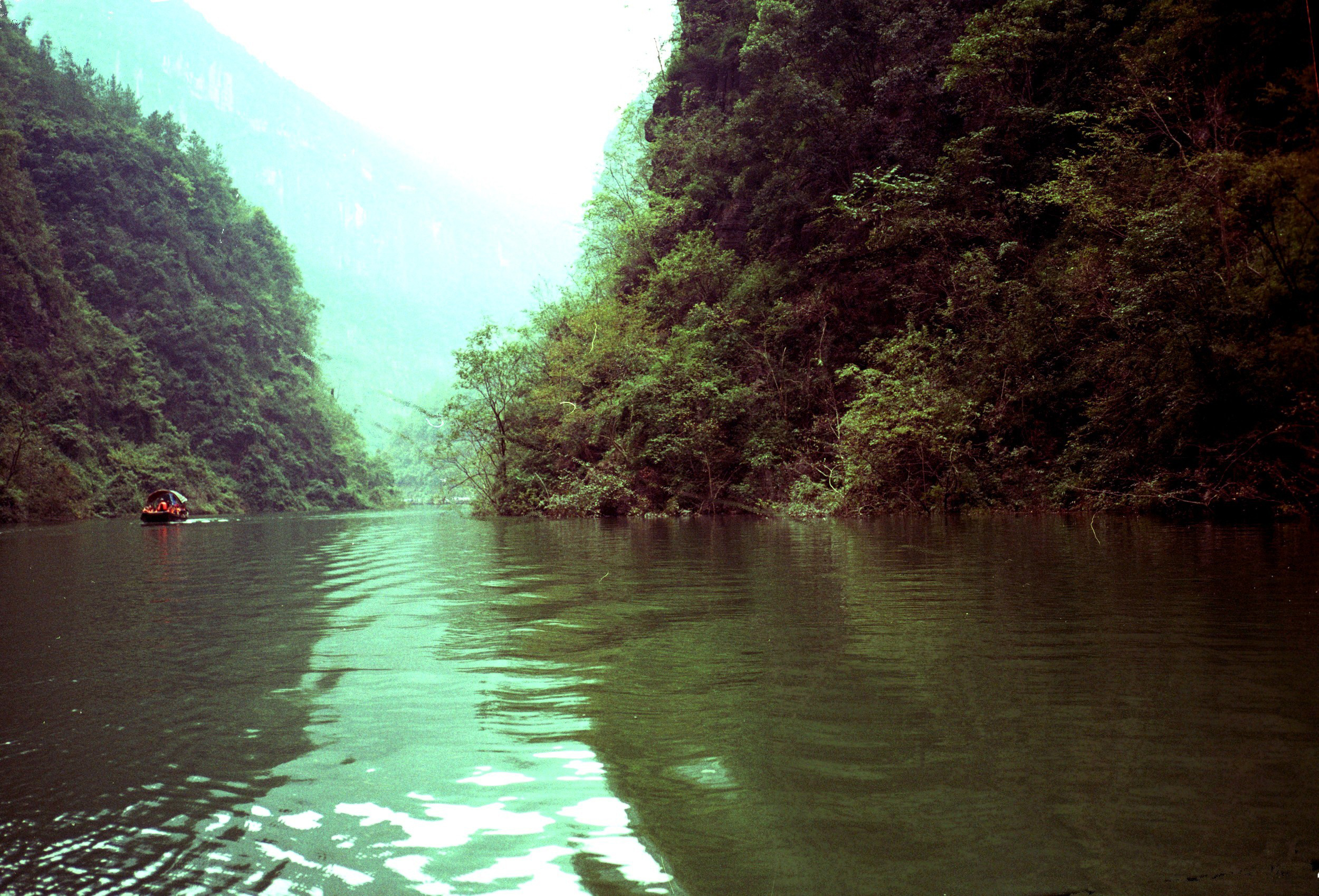
西陵峡

三游洞售票处门口，有中华人民共和国国务院竖立的全国重点文物保护单位标石，上刻“三游洞”。入门后经过一段从山崖开凿出来的曲折栈道，直达三游洞。三游洞并不大，略呈长方形，长约30米，宽9至10米，洞顶高约10米，属于距今6亿年的寒武纪地质溶洞。主洞大如厅堂，由三根钟乳石分割成前洞和后洞两部分。洞顶刻有“三游洞”。洞壁上刻有许多历代名人的题字，包括宋代遗留至今的欧阳修的题字，白居易的《三游洞序》碑（明朝时重刻）、白居易刻像、苏轼刻像等遗迹五十余件。三游洞内正中立有白行简、白居易和元稹三诗人的石像。

## 文物保护情况
1956年11月15日，以“三遊洞其及碑刻”的名义被湖北省人民委员会列为第一批湖北省文物保护单位；2006年5月25日，以“三游洞摩崖”的名义被中华人民共和国国务院列为第六批全国重点文物保护单位。
其作为文物分成了两个子项，分别为：三游洞主体区摩崖题刻、三游洞后山题刻。
其保护范围分别为：
三游洞主体区摩崖题刻及周围一定范围。四至：东至三游洞东侧栈道起始处，西至古洞山门，南界东部至三游洞洞内最南端沿岩体一线，南界西部沿洞外壁刻赋存岩体一线，北界东部至沿三游洞所处山体江岸往北25米，北界西部至洞外壁刻北侧赋存岩体。
三游洞后山题刻及周围一定范围。四至：东至后山题刻东侧空地，西至后山题刻赋存岩体，南至后山题刻南侧台阶，北至后山题刻北侧空地。
其作为文物的建设控制地带为：三游洞主体区摩崖题刻与三游洞后山题刻实施联体控制。东至长江，西至三游洞大门外西侧服务设施建筑西侧，包含整个西陵峡口，南至长江，北至下牢溪。